# Karl Reinhold Mai
Karl Reinhold Mai (* 1951) ist ein deutscher Bankmanager im Ruhestand und war von 2009 bis 2016 Vorstandsvorsitzender der Sparkasse Lüneburg.

## Leben
Karl Reinhold Mai gehörte seit 1997 dem Vorstand der öffentlich-rechtlichen Sparkasse Lüneburg an, die ihren Sitz in Lüneburg hat und deren Geschäftsgebiet die Region Lüneburg ist. Zunächst war Mai stellvertretender Vorstandsvorsitzender und vertrat als Vertriebsvorstand die Lüneburger Sparkasse in der in Niedersachsen sparkassenüblichen Doppelspitze gemeinsam mit dem damaligen Vorstandsvorsitzenden Holger Dressler. Eine von Dressler und Mai seit 2007 befürwortete Fusion der Sparkasse Lüneburg mit der Sparkasse Harburg-Buxtehude kam bislang nicht zustande, da der angestrebte Zusammenschluss im Mai 2009 im Lüneburger Stadtrat keine Mehrheit fand.
Als Dressler nach 14-jähriger Vorstandstätigkeit im August 2009 in den Ruhestand ging, wurde Mai vom Verwaltungsrat der Sparkasse mit Wirkung zum 1. September 2009 zum neuen Vorstandsvorsitzenden gewählt.  Mais Nachfolger als Vertriebsvorstand war seit Anfang 2010 Thomas Piehl, der zuvor bei der Hamburger Sparkasse tätig war. Am 1. Juli 2016 ging Mai in den Ruhestand, während Thomas Piehl das Amt des Vorstandsvorsitzenden übernahm.

## Mitgliedschaften
Karl Reinhold Mai war unter anderem Mitglied des Aufsichtsrates der Wachstumsinitiative Süderelbe AG, die die wirtschaftliche Entwicklung in der südlichen Metropolregion Hamburg fördert. Er ist einer der Vizepräsidenten des Arbeitgeberverbandes Lüneburg-Nordostniedersachsen e. V. mit Sitz in Lüneburg, Vorstandsmitglied der Leuphana Universitätsgesellschaft Lüneburg e. V., die 1987 gegründet wurde und die die Entwicklung der Leuphana Universität Lüneburg ideell und materiell fördert, sowie Schatzmeister des Fördervereins Bank- und Finanzwirtschaft e. V. (FVBF), der die wissenschaftliche Forschung und Lehre auf dem Gebiet der Bank- und Finanzwirtschaft an der Leuphana Universität Lüneburg fördert.